# Elias Avery Lowe
Elias Avery Lowe (* 15. Oktober 1879 in Kalvarija (Litauen) als Elias Avery Loew; † 8. August 1969 in Bad Nauheim) war ein amerikanischer Paläograph.

## Leben und Werk
Elias Avery Loew wurde in eine jüdische Familie im damaligen Kaiserreich Russland geboren. Als er zwölf Jahre alt war, wanderte seine Familie in die USA aus und ließ sich in New York nieder. 1911 nahm er die amerikanische Staatsangehörigkeit an. 1918 änderte er seinen Namen von Loew in Lowe.
Loew studierte von 1894 bis 1897 am City College of New York, anschließend Klassische Philologie an der Cornell University und ab 1902 an der Universität Halle bei Georg Wissowa, dessen Ruhm Altphilologen aus aller Welt anzog. Wissowa empfahl ihm, seine Studien bei Ludwig Traube an der München fortzusetzen. 1908 wurde er dort mit einer Dissertation über Die ältesten Kalendarien in Monte Cassino promoviert.
1911 heiratete Elias Avery Loew die Übersetzerin Helen Tracy Porter, die unter ihrem Ehenamen Helen Tracy Lowe-Porter für ihre Übersetzungen der Werke Thomas Manns bekannt (und von diesem geschätzt) wurde und durch die Qualität ihrer Übersetzungen zum Erfolg des Autors in der englischsprachigen Welt beitrug. Nach seiner Promotion reiste Loew in zahlreiche Archive und Bibliotheken, zumal in Rom und im Vatikan und erschloss den Fundus ihrer ältesten Handschriften. 1913 wurde er Lektor für Paläographie an der University of Oxford, von 1927 bis zur Emeritierung 1948 war er Professor der Paläographie in Oxford.
Seine Forschungen zu den Handschriften in der Bibliothek der Abtei Montecassino hatten Lowe zur Paläografie und zur Handschriftenkunde geführt, insbesondere zur Erforschung der seit dem 8. Jahrhundert in Süditalien verbreiteten Buchschrift Beneventana und zur historischen Typologie der in Unzialschrift überlieferten Manuskripte. Daraus erwuchs im Laufe der 1920er Jahre der Gedanke, einen Gesamtkatalog aller bis zum Ende des 8. Jahrhunderts verfassten lateinischen Handschriften zu erstellen: die Codices Latini Antiquiores. 1929 stellte er den Fachkollegen den Editionsplan seines Vorhabens vor. Noch im selben Jahr machte er sich an die Arbeit. Die Herausgabe der Codices Latini Antiquiores wurde zu seinem Lebenswerk.
1944 wurde Lowe in die American Academy of Arts and Sciences gewählt. Seit 1949 war er korrespondierendes Mitglied der Bayerischen Akademie der Wissenschaften und seit 1964 auswärtiges Mitglied (associé étranger) der Académie des Inscriptions et Belles-Lettres. Von 1936 bis 1945 forschte Lowe – außer in Oxford – am Institute for Advanced Study in Princeton und teilte in diesen Jahren seine Zeit zwischen Princeton und Oxford. Kurz bevor er starb, hielt er die Fahnenabzüge der Letztkorrektur des letzten (Supplement)-Bandes der Codices Latini Antiquiores in Händen.
Sein reichhaltiger wissenschaftlicher Nachlass befindet sich in der Pierpont Morgan Library.

## Schriften (Auswahl)
- Die ältesten Kalendarien in Monte Cassino, München, Diss. phil. 1908.
- Studia palaeographica. A contribution to the history of early Latin minuscule and to the dating of Visigothic MSS, with seven facsimiles. Vorgelegt am 5. November 1910 (= Sitzungsberichte der Königlich Bayerischen Akademie der Wissenschaften. Philosophisch-philologische und historische Klasse. Jahrgang 1910, 12. Abhandlung). Verlag der Königlich Bayerischen Akademie der Wissenschaften, München 1910.
- The Beneventan Script. A history of the South Italian Minuscule. Clarendon Press, Oxford 1914 (2., erweiterte Aufl. in zwei Bänden, herausgegeben von Virginia Brown, Edizione di Storia e Letteratura, Rom 1980).
- The Bobbio missal. A Gallican mass-book (Ms. Paris Lat. 13246). Henry Bradshaw Society, London 1917–1924, drei Bände:
  - Bd. 1: Facsimile, 1917
  - Bd. 2: Text, 1920
  - Bd. 3: Notes and studies, 1924
- Codices Lugdunenses antiquissimi. Le scriptorium de Lyon, la plus ancienne école calligraphique de France. Amis de la Bibliothèque de Lyon, Lyon 1924.
- Regula S. Benedicti. Clarendon Press, Oxford 1929.
- Coelii Sedulii de quatuor evangelistis ex libro primo operis Paschalis vulgati circa annum CCC XXXIV. The Anvil Press, Lexington 1955.
- English Unical. Clarendon Press, Oxford 1960.
- Handwriting. Our medieval legacy. Edizione di Storia e Letteratura, Rom 1969.
- Palaeographical papers. 1907–1965, herausgegeben von Ludwig Bieler, Clarendon Press, Oxford 1972.